# David Lindgren
Johan David Stellan Lindgren (ur. 28 kwietnia 1982 w Ersmarku w Skellefteå) – szwedzki piosenkarz i aktor musicalowy.

## Życiorys

### Edukacja
Rozpoczynał swoją karierę aktorsko-muzyczną w liceum, uczestnicząc w teatrze uczniowskim, z którym wystawiał przedstawienia szkolne. Jest absolwentem Szkoły Sztuk Widowiskowych w Göteborgu. 

### Kariera
Karierę muzyczną rozpoczął w 2009 roku, występując w musicalach takich, jak m.in.: Mamma Mia! wystawianym w Tyskland oraz High School Musical w Malmö i w sztokholmskim teatrze Göta Lejon. W trakcie kariery pracował także w teatrze Wallmans Salonger w Helsingborgu oraz w Cabaret Lorensberg w Göteborgu. W sezonie 2009/2010 grał w szwedzkiej inscenizacji musicalu Lakier do włosów, wystawianej w Teatrze Chińskim w Sztokholmie. Trzykrotnie wystąpił gościnnie w programie Så ska det låta, będącym szwedzką wersją formatu The Lyrics Board (w Polsce znanym jako Śpiewające fortepiany).

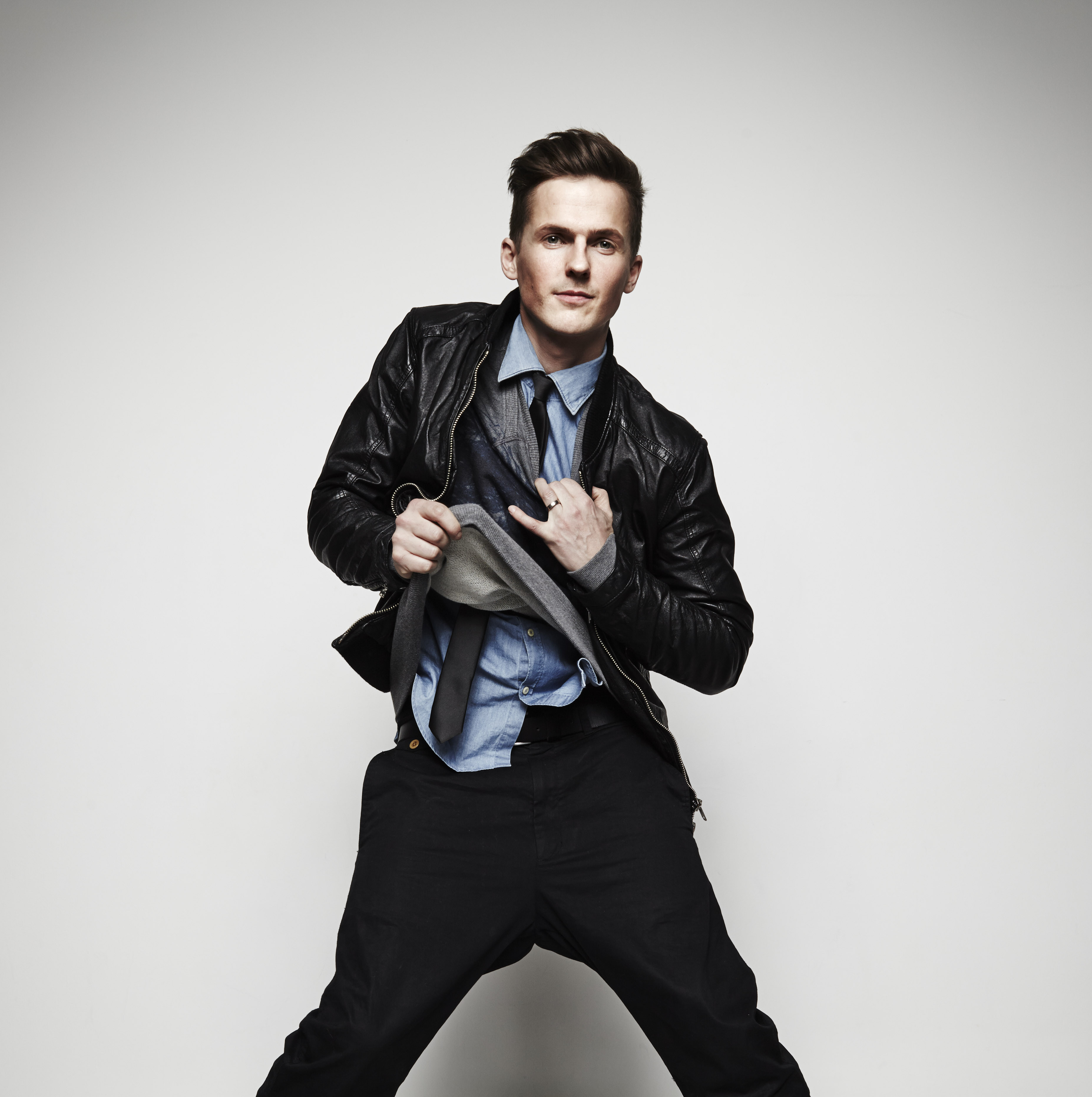
David Lindgren podczas sesji zdjęciowej, 2013

W 2012 roku wziął udział w Melodifestivalen 2012, do którego zgłosił się z singlem „Shout It Out”. W lutym wystąpił w drugim półfinale selekcji i z pierwszego miejsca awansował do finału, w którym zajął trzecie miejsce ex aequo z Ulrikiem Muntherem W maju wydał swój debiutancki album studyjny, zatytułowany Get Started, która zadebiutowała na pierwszym miejscu szwedzkiej listy najczęściej kupowanych płyt. Krążek promowany był przez single „Shout It Out” i „Rendezvous”. Latem piosenkarz wystąpił na festiwalu Sommarkrysset.

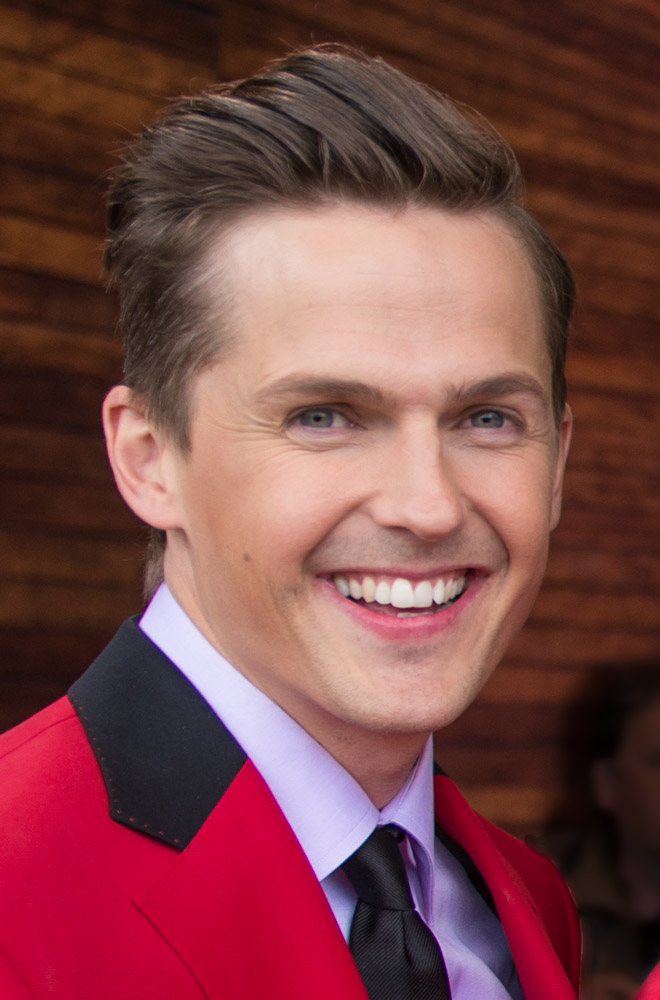
David Lindgren, 2015

W 2013 roku z piosenką „Skyline” zakwalifikował się do stawki konkursowej Melodifestivalen 2013. Na początku lutego wystąpił jako pierwszy w kolejności w pierwszym półfinale eliminacji i awansował do finału, w którym zajął ósme miejsce na dziesięciu wykonawców. 22 lutego wydał minialbum, zatytułowany Skyline, a 3 kwietnia zaprezentował drugi album studyjny, zatytułowany Ignite the Beat. Album zadebiutował na drugim miejscu listy najczęściej kupowanych płyt w kraju. Krążek promowany był przez single „Skyline” i „Move That Thing”.
W marcu 2014 roku wydał singiel „Vi gör det igen”, będący hymnem lokalnej drużyny hokejowej Skellefteå AIK. W tym samym roku zagrał rolę Micke’ego w filmie Hallåhallå w reżyserii Marii Blom. W czerwcu 2015 roku wystąpił na festiwalu Allsång på Skansen w kwartecie wokalnym z Bruno Mitsogiannisem, Peterem Johanssonem i Robertem Rydbergiem.
Od 4 lutego do 11 marca 2017 roku, razem z Clarą Henry i Hassem Anderssonem, prowadził wszystkie koncerty Melodifestivalen 2017. W 2018 roku był gospodarzem Melodifestivalen 2018.

## Dyskografia

### Albumy studyjne
- Get Started (2012)
- Ignite the Beat (2013)

### Minialbumy (EP)
- Skyline – EP (2013)

## Filmografia
- 2014: Hallåhallå jako Micke